# NGC 6944A
NGC 6944A је спирална галаксија у сазвежђу Делфин која се налази на NGC листи објеката дубоког неба.
Деклинација објекта је + 6° 54' 9" а ректасцензија 20h 38m 11,2s. Привидна величина (магнитуда) објекта NGC 6944 износи 14,3 а фотографска магнитуда 14,9. NGC 6944A је још познат и под ознакама MCG 1-52-16, CGCG 399-24, PGC 65108.